# Subdivisões de Essuatíni

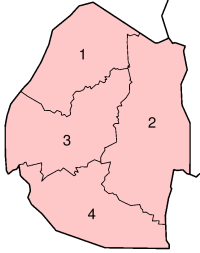
Distritos do Essuatíni

O Reino de Essuatíni é dividido em quatro regiões:
1. Hhohho
2. Lubombo
3. Manzini
4. Shishelweni